# Alfred Trzebinski
Alfred Albrecht Josef Trzebinski (29 de agosto de 1902 - 8 de octubre de 1946) fue un médico y oficial de las SS alemán, quién trabajó en los campos de concentración de Auschwitz, Majdanek y Neuengamme durante el período de la Alemania nazi. Fue sentenciado a muerte y ejecutado por su implicación en crímenes de guerra cometidos en los campos anexos de Neuengamme.

## Biografía
Trzebinski nació en Jutroschin, Provincia de Posen (actual distrito de Rawicz). Luego de estudiar y graduarse, se convirtió en médico en Sajonia. Era miembro del Partido Nacionalsocialista y las SS. Entre julio y octubre de 1941, era sanitatswesen en el campo de concentración de Auschwitz, y entre octubre de 1941 hasta septiembre de 1943 trabajó en el campo de concentración de Majdanek. Posteriormente fue enviado hacia el campo de concentración de Neuengamme. En este último, fue supervisor del también médico de las SS Kurt Heissmeyer. Heissmeyer había llevado a cabo experimentos humanos contra adultos y niños prisioneros del campo de concentración. Trzebinski estaba a cargo de la atención médica de los prisioneros del campo y todos sus campos anexos. De los 100 000 prisioneros en Neuengamme, al menos 42 900 fallecieron entre 1938 y 1945.

## Asesinato de niños

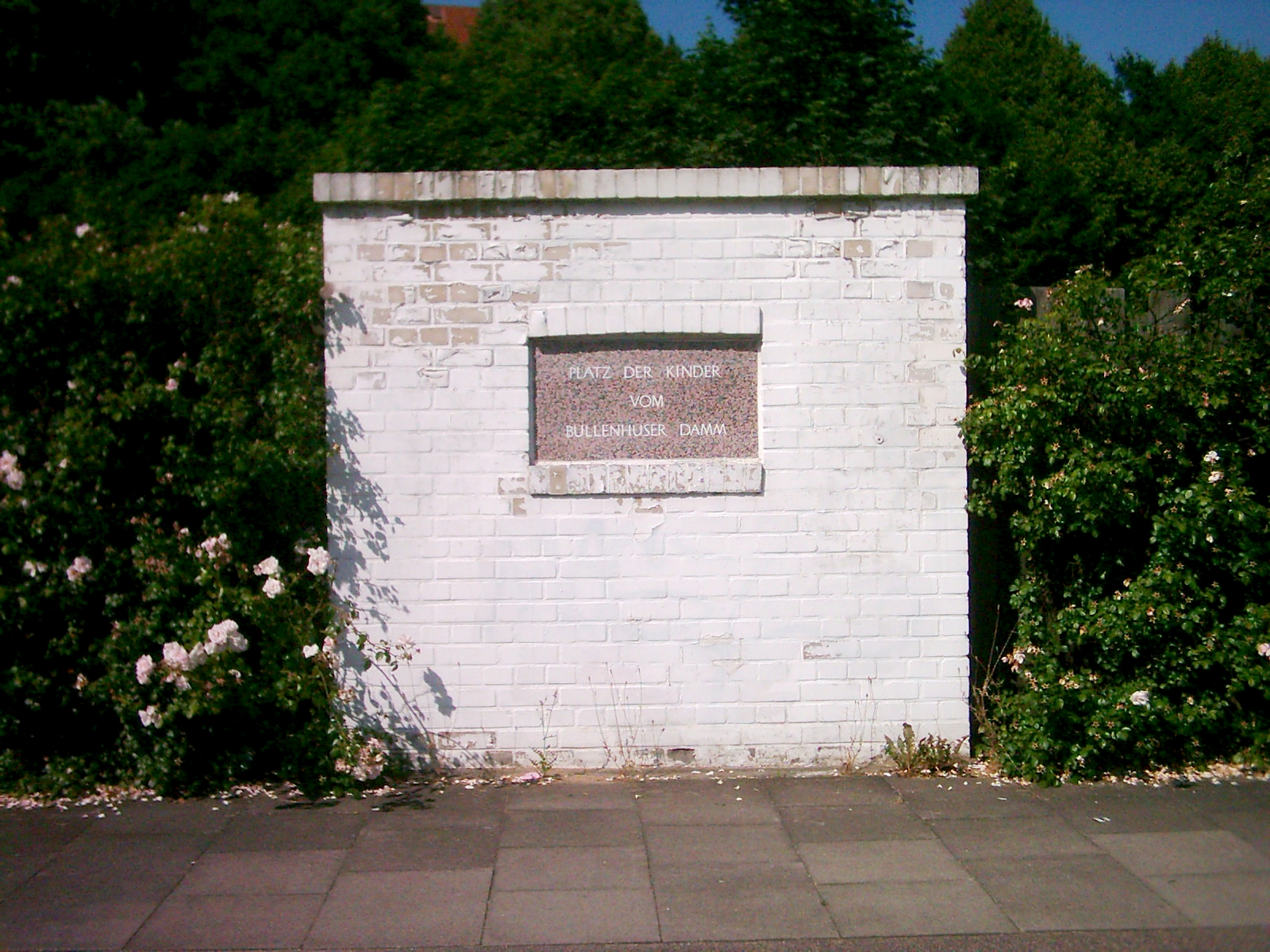
Sitio conmemorativo de los niños de Bullenhuser Damm en Hamburgo, Alemania

Trzebinski estuvo implicado en el asesinato de 20 niños en el campo anexo Bullenhuser Damm, un excolegio parcialmente destruido durante la Operación Gomorra. Heissmeyer había solicitado que trajeran 20 niños judíos (10 niños y 10 niñas) desde Auschwitz, para continuar con sus experimentos humanos. Su propósito había sido inyectar bacterias que causaran la tuberculosis y extirpar los ganglios linfáticos axilares de los niños. En la noche del 20 de abril de 1945, Trzebinski inyectó morfina a los niños (para sedarlos), para luego ser trasladados hacia el sótano del colegio Bullenhuser Damm, donde fueron ahorcados en el sitio. Esa misma noche, también fueron ejecutados 28 adultos, en su mayoría prisioneros soviéticos.

## Juicio y ejecución
Trzebinski logró huir de Neuengamme tras finalizar la Segunda Guerra Mundial. El 1 de febrero de 1946, fue arrestado—después de colaborar con el ejército británico en el campo de prisioneros de Neumünster—debido a la persistencia de Walter Freud, nieto del psicólogo Sigmund Freud.
En marzo de 1946, Trzebinski fue sentenciado a muerte durante los "procesos de Curiohaus" en Rotherbaum, destacando su complicidad por el homicidio de aquellos menores de edad. Durante el juicio, confesó de forma voluntaria y sincera, declarando, "Si hubiese actuado como un héroes, esos niños pudieron haber muerto poco después, pero su destino ya era inevitable" y admitió "tú no puedes ejecutar niños, solo puedes asesinarlos'', pero ''solamente'' eran judíos. El 8 de octubre de 1946, Trzebinski fue ejecutado en la horca por Albert Pierrepoint, en la prisión de Hamelin.